# Adnan Oktar
Adnan Oktar, írói nevein Harun Yahya és Adnan Hoca (Ankara, 1956. február 2. –) a török kreacionizmus egyik meghatározó alakja, s a kreacionizmus ambiciózus szószólója a teremtés-evolúció vitában. Többen a kreacionizmus vezető muszlim szószólójának tartják. Oktar az idősföld-kreacionizmus híve. Ellenzi a cionizmust és szabadkőművességet, melyek szerinte szorosan kapcsolódó mozgalmak. Felszólal az antiszemitizmus és a terrorizmus ellen is. Oktar szerint a buddhizmus valótlanságokon és bálványimádaton alapuló hamis vallás. A buddhista rituálékat értelmetlennek és üresnek tartja.
Bár írásaban erőteljesen támadja az evolúció elméletét, az intelligens tervezést a Sátán eszközének nevezi.
Az általa alapított Science Research Foundation („tudományos kutató alapítvány”, SRF – török rövidítése: BAV) célja „a béke, nyugalom és szeretet” megalapozása. A média az alapítványt „titokzatoskodó iszlám szektaként” vagy olyan „szektához hasonló szervezetként” jellemzi, mely „jelentős vagyonának titkát féltékenyen őrzi”.
A 2018 óta őrizetben lévő Adnan Oktart  2020. január 11-én 1075 évre ítélte el szexuális bántalmazás és csalás miatt a török bíróság. 

## Élete
Adnan Oktar 1956-ban született Ankarában, itt töltötte iskolaéveit. 1979-ben Isztambulba költözött, ahol a Mimar Sinan Egyetemen tanult belsőépítészetet, azonban diplomát nem szerzett.
1982 és 1984 között mintegy 20 – 30 fős, fiatal diákokból álló társaságot gyűjtött maga köré, akikkel megosztotta az iszlámmal kapcsolatos nézeteit. Korábbi mentora, Edip Yüksel szerint „miszticizmust igyekezett vegyíteni tudományos retorikával”. Ezek a hallgatók Isztambul magas státuszú, társadalmilag aktív családjaiból kerültek ki.
1986-ban megjelent Judaizmus és szabadkőművesség című könyve, melyben felveti, hogy a zsidók és a szabadkőművesek Törökországban igyekeznek kikezdeni a török emberek spirituális, vallási és morális értékeit, állatokhoz hasonlóvá téve őket Oktar szerint "a materialista nézőpontot, az evolúció elméletét, a vallásellenes és immorális életvitelt" a zsidók és a szabadkőművesek oltották a társadalomba.
Nem sokkal a Judaizmus és szabadkőművesség megjelenése után Oktar-t letartóztatták és bebörtönözték, majd megfigyelésre a Bakırköy Elmekórházba szállították, ahonnan 19 hónap múlva kiengedték.
Scientific Research Foundation („tudományos kutató alapítvány”, SRF – török nyelven Bilim Araştırma Vakfı, BAV) nevű alapítványát 1990-ben hozta létre, s máig sikeresen működik. Az SRF tagjait Adnan Hocacılar-nak („Adnan Hodja Követői”) is nevezik.
1995-ben hozta létre Millî Değerleri Koruma Vakfı („alapítvány a nemzeti értékek védelméért”) alapítványát, melyen keresztül kapcsolódik más iszlamista és nacionalista személyekhez és szervezetekhez.

## Antiszemitizmus
1996-ban az SRF közzétett egy könyvet Soykırım Yalanı („A holokauszt-csalás”) címmel, mely nagy vitát váltott ki. A könyv állítása szerint „amit holokausztként bemutatnak, az néhány zsidó halála a tífusz következtében a háború alatt, s a háború végén az éhínség miatt, melyet a németek veresége okozott”. Az év márciusában Bedri Baykam, török festő erős hangú kritikát fogalmazott meg a könyvről az ankarai Siyah-Beyaz napilapban, melyért rágalmazás miatt perbe fogták. Szeptemberben a per során Baykam a könyv írójaként Oktar-t nevezte meg. A keresetet 1997 márciusában ejtették.
A Tel-Aviv Egyetem Stephen Roth Intézete 2004-es véleménye szerint Adnan Oktar mások iránti toleranciája nőtt, s „most már vallásközi dialógust hirdet.”.
Oktar manapság azt állítja, hogy az antiszemitizmus pogány és darwinista gyökerekkel rendelkezik. Bár hite szerint az Ótestamentumot „egyes egyének megváltoztatták , hogy mindenfajta előnyre tegyenek szert”, felszólítja a muszlimokat, hogy "toleranciával és barátsággal viseltessenek más vallások felé".

## Hadjárata az evolúció ellen
Oktar és az SRF 1998 elején kampányt indított a darwinizmus ellen. Törökország egész területén Az evolúciós csalás című könyvének és az azon alapuló könyvecskéknek több ezer ingyen példányát osztották szét.
Az SRF támadásokat intézett olyan tudósok ellen, akik oktatták az evolúció elméletét. Több tanszéki alkalmazottat zaklattak, megfenyegettek, vagy szórólapokon rágalmazták őket, Maoistáknak nevezve őket az evolúció oktatásáért. 1999-ben polgári bíróságon hat professzor pert indított és nyert az SRF ellen hitelronásárt, mely a per végén nagy összegű kártérítést volt kénytelen megfizetni.
2005-ben Ümit Sayın professzor a The Pitch nevű újságnak a következőképpen összegezte tapasztalatait az SRF kapmpányával kapcsolatban:
1998-ban a Török akadémia hat tagját tudtam rávenni, hogy szólaljon fel a kreacionista mozgalom ellen. Ma lehetetlenség bárkit rávenni erre. Félnek a radikális iszlamisták és a BAV támadásaitól.

## Írásai
Oktar számos könyvet adott ki Harun Yahya álnéven (Harun (Áron) és Yahya (János)), melyekben az evolúció ellen érvel. Véleménye szerint az evolúció tehető felelőssé azon gonoszságokért, melyeket ő a „materializmusnak” tulajdonít: a nácizmusért, kommunizmusért és a buddhizmusért. Legtöbb antievolúciós anyagának mondanivalója megegyezik a keresztény kreacionisták érveivel.
Oktar hittel kapcsolatos könyveiben az iszlám vallás Istenének létezéséről nyilatkozik, főképp olyanokhoz szólva, akik nem ismerik ezt a vallást. Minden tudománnyal kapcsolatos könyvében kifejezésre juttatja Isten hatalmáról, !!sublimity!!, fenségességéről, alkotásának tökéletességéről vallott nézeteit. Ezen könyvek igyekeznek a nem muszlim vallásúak számára is megmagyarázni azt, amit Oktar Isten létezésének jeleinek, s teremtésének tökéletességének nevez. Könyveinek egy része videóváltozatban is megjelent, ezeket az internet segítségével ingyenesen terjeszti.

### A teremtés atlasza
Legújabb, 2006 októberében megjelent műve „A teremtés atlasza”, melyet az isztambuli Global Publishing kiadó jelentetett meg. A kiadvány több tízezer példánya került kéretlenül Európa és az Egyesült Államok számos iskolájába és kutatóintézetébe. A mű példányai eljutottak például Franciaország számos egyeteme, a hollandiai Utrechti Egyetem és Tilburgi Egyetem kutatói és az Imperial College London kutatói ugyancsak kaptak belőle. A londoni intézet evolúcióbiológusa, Kevin Padian állítása szerint Oktarnak fogyalma sincs az evolúció melletti alapvető bizonyítékokról. Franciaországban a kiadvány körül kialakult vita növelte az iszlám fundamentalizmus miatti aggodalmakat.

### Magyarul
- Harun Yahya: Az evolúciós csalás. A darwinizmus és ideológiai hátterének tudományos bukása; Kornétás, Bp., 2006

## Peres ügyek
2007 októberében Oktar becsületsértési keresetet nyújtott be az Ekşi Sözlük (egy az everything2-höz hasonló virtuális közösség) ellen. A bíróság az adott bejegyzésekete eltávolíttatta. Egy másik internetes híroldal, a Superpoligon.com egyik bejegyzését ugyancsak el kellett távolítani Oktar reklamációját követően.
Ugyanezen év augusztusában Oktar egy bírósági határozattal elérte, a WorldPress.com-hoz való internetes hozzáférés blokkolását egész Törökország területén. Ügyvédei szerint a WorldPress blogjai becsületsértő anyagokat tartalmaztak Oktar-ról és kollégáiról, melyeket a honlap üzemeltetői nem voltak hajlandók eltávolítani.
2008. május 9-én a török bíróság a Science Research Foundationt illegális, személyes haszonszerzés céljából működtetett szervezetnek minősítette, és Oktart három év börtönre ítélte. 2010-ben a Legfelsőbb Bíróság ejtette a vádakat.